# Веда (река)
Ве́да или Вя́да (латыш. Vjada) — река в России и Латвии, протекает по Псковской области. Устье реки находится в 82 км по левому берегу реки Великой. Длина реки составляет 83 км, площадь водосборного бассейна 1160 км².

## Притоки
- В 16 км от устья, по правому берегу реки впадает река Кира.
- В 24 км от устья, по левому берегу реки впадает река Опочна.
- В 28 км от устья, по левому берегу реки впадает река Ворожа.
- В 37 км от устья, по левому берегу реки впадает река Лиепна.

## Данные водного реестра
По данным государственного водного реестра России относится к Балтийскому бассейновому округу, водохозяйственный участок реки — Великая. Относится к речному бассейну реки Нарва (российская часть бассейна).
Код объекта в государственном водном реестре — 01030000212102000028853.